# 天福庙
天福庙，位于中国广东省湛江市雷州市附城镇东门垅河畔，为湛江市雷州市的一个市级文物保护单位，类型为古建筑，公布时间为2001年8月17日。
天福庙的历史年代为明代。